# Mechtersen
Mechtersen is een gemeente in de Duitse deelstaat Nedersaksen. De gemeente maakt deel uit van de Samtgemeinde Bardowick in het Landkreis Lüneburg. Mechtersen telt 688 inwoners.
Mechtersen ligt 4 kilometer ten zuidoosten van Radbruch, dat een spoorverbinging met o.a. Station Hamburg-Harburg heeft, en 2 kilometer ten westen van Vögelsen. Ieder uur rijdt op weekdagen de stadsbus van Lüneburg naar Vögelsen door naar Mechtersen.
Mechtersen, dat in de middeleeuwen onderhorig was aan de Meierhof van Radbruch, is steeds een weinig belangrijk boerendorp gebleven. Er zijn enkele kleine bouwbedrijven en paardenboerderijen gevestigd.
- Gemeinsame Normdatei: 10045319-3
- Virtual International Authority File: 134651102

Adendorf · 
Amelinghausen · 
Amt Neuhaus · 
Artlenburg · 
Bardowick · 
Barendorf · 
Barnstedt · 
Barum · 
Betzendorf · 
Bleckede · 
Boitze · 
Brietlingen · 
Dahlem · 
Dahlenburg · 
Deutsch Evern · 
Echem · 
Embsen · 
Handorf · 
Hittbergen · 
Hohnstorf (Elbe) · 
Kirchgellersen · 
Lüdersburg · 
Lüneburg · 
Mechtersen · 
Melbeck · 
Nahrendorf · 
Neetze · 
Oldendorf (Luhe) · 
Radbruch · 
Rehlingen · 
Reinstorf · 
Reppenstedt · 
Rullstorf · 
Scharnebeck · 
Soderstorf · 
Südergellersen · 
Thomasburg · 
Tosterglope · 
Vastorf · 
Vögelsen · 
Wendisch Evern · 
Westergellersen · 
Wittorf